# Sequel

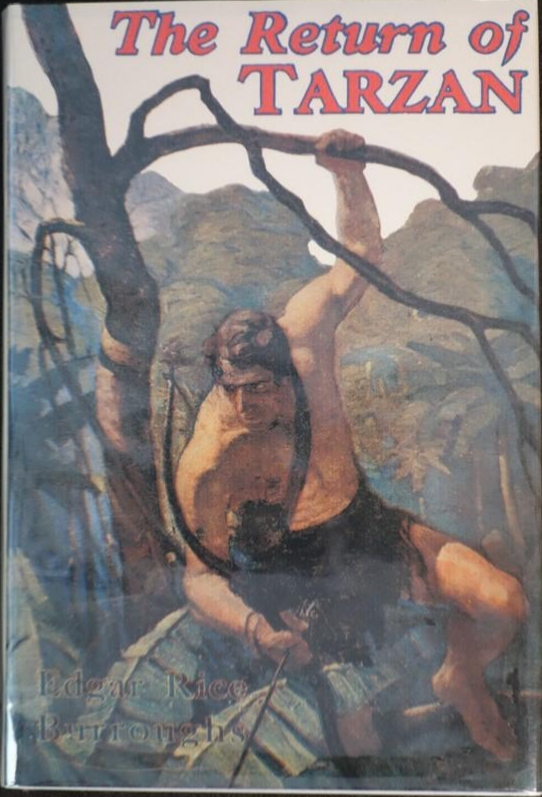
Powrót Tarzana (1915), sequel Tarzana wśród małp (1912)

Sequel ([ˈsiːkwəl]; ang. kontynuacja, dalszy ciąg, następstwo) – kontynuacja jakiegoś dzieła, najczęściej filmu, książki lub gry komputerowej, przedstawiająca dalsze losy poznanych bohaterów lub kontynuująca wątek ukazany w poprzednim dziele.
Sequele przeważnie realizowane są w celach komercyjnych, powstając na fali popularności, albo są z góry zaplanowaną częścią serii.
Obecnie sequele są znaczną częścią filmów produkowanych w Hollywood (a i poza nim jest ich coraz więcej), cieszą się dużą popularnością wśród widzów, choć niekoniecznie krytyki.
Sequele bywają też tworzone przez innych autorów niż dzieło pierwotne, już to w celach komercyjnych, niekiedy w wiele lat po śmierci autora dzieła pierwotnego (jak np. Scarlett – następne pokolenia – sequel powieści Margaret Mitchell Przeminęło z wiatrem czy W ręku Boga – sequel Trylogii Henryka Sienkiewicza), już to jako fan fiction.
Struktura nazwy sequela może wyglądać następująco:
- dodany zostaje odpowiedni numer, odpowiadający kolejności filmu w serii, np. Oszukać przeznaczenie – Oszukać przeznaczenie 2
- tytuł pierwszego filmu i podtytuł, np. Mortal Kombat – Mortal Kombat: Ostateczna rozgrywka albo Minionki – Minionki: Wejście Gru
- tytuł, numer w serii i podtytuł, np. Koszmar z ulicy Wiązów – Koszmar z ulicy Wiązów II: Zemsta Freddy’ego
- rzadziej tytuł kontynuacji jest zupełnie inny niż pierwowzoru, np. Jak ukraść księżyc – Minionki rozrabiają
- czasem zarówno sequel, jak i oryginał, mają tytuł i podtytuł, np. Piraci z Karaibów: Klątwa Czarnej Perły – Piraci z Karaibów: Skrzynia umarlaka

Czasem tytuły sequeli są tak nietypowe jak:
- Park Jurajski – Zaginiony świat: Park Jurajski
- Kogel-Mogel – Galimatias, czyli kogel-mogel 2
- Kiler – Kiler-ów 2-óch
- Vabank – Vabank II, czyli riposta

Podobne urozmaicenie jest z bohaterami lub tematem serialu:
- Czasem bohater jest ten sam, ale temat inny – np. przygody Indiany Jonesa.
- Temat i bohater jest ten sam – np. Obcy.
- Rzadziej temat jest ten sam, ale bohaterowie zupełnie inni – np. Anakonda – Anakondy: Polowanie na krwawą orchideę.

Przeciwieństwem sequela jest prequel, opisujący losy bohaterów, które wydarzyły się przed akcją pierwowzoru – np. The Ring: Krąg – Narodziny, lub przedstawiający genezę wątku głównego, ukazanego w poprzednim filmie.